# Calliscelio traductus
Calliscelio traductus är en stekelart som först beskrevs av Charles Thomas Brues 1905.  Calliscelio traductus ingår i släktet Calliscelio och familjen Scelionidae. Inga underarter finns listade.